# تشاد براونلي
تشاد براونلي هو لاعب هوكي جليد وكاتب أغاني ومغني كندي، ولد في 12 يوليو 1984 في كيلونا في كندا.

## وصلات خارجية
- الموقع الرسمي
- تشاد براونلي على موقع دوري الهوكي الوطني (الإنجليزية)
- تشاد براونلي على موقع EliteProspects.com (الإنجليزية)
- تشاد براونلي على موقع HockeyDB.com (الإنجليزية)
- تشاد براونلي على موقع ميوزك برينز (الإنجليزية)
- تشاد براونلي على موقع أول ميوزيك (الإنجليزية)
- تشاد براونلي على موقع ديسكوغز (الإنجليزية)